# Stevning
Stevning er en by på Als med 395 indbyggere  (2024), beliggende 3 km nordvest for Guderup, 9 km sydøst for Nordborg og 17 km nord for Sønderborg. Byen hører til Sønderborg Kommune og ligger i Region Syddanmark.
Stevning hører til Svenstrup Sogn. Svenstrup Kirke ligger i Svenstrup 4 km nord for Stevning.

## Geografi
Vest for Stevning ligger Stevning Næs med Stevning Skov og Stevning Løkke. Ved Sandvig på næssets nordside ligger en af de bedste badestrande på Als. Stevning Nor Stien, indviet i 2004, går langs vandet mellem Sandvig og næssets sydspids.

## Faciliteter
Den tidligere skole er nu Stevning Kulturhus og Hjortspring Børnehus, hvor byens børn og unge kan benytte legeplads og boldbane. Børnehuset er normeret til 35 børn i 3 grupper og bruger også Kulturhusets faciliteter, fx gymnastiksalen. Kulturhuset danner rammen om badminton, motionsgymnastik og Zumba, som Stevning Idrætsforening står for.
Stevning Landsbylaug uddeler 6 gange om året lokalbladet "Rundt om Stevning", der også kan ses på laugets hjemmeside.

## Historie

### Navnet
Navnet Stevning stammer fra urnordisk sprogperiode (jernalderen) og er dermed blandt de ældste stednavne på Als. Det indeholder ordet stavn i betydningen "fremspring" eller "næs", her brugt om halvøen Stevning Næs. Endelsen –ing betegner et ejerskabsforhold. Navnet Stevning får således betydningen: "Området som tilhører dem der bor på næsset".

### Stevning Mølle
Der har været mølle i Stevning siden slutningen af 1600-tallet. Den er brændt og genopført i 1834 og 1898. Landmændene kom også til møllen fra de omkringliggende byer. I 1930'erne fik gårdene selv kværne, så kun de små brug benyttede møllen, og det sidste korn blev malet i 1939. I 1941 blev selve møllen revet ned, i 1990 også porten og mellembygningen.

### Stevningnor
Syd for Gøllinggård lå et teglværk ved Stolbro Bæk, der løber ud i Stevning Nor på sydsiden af Stevning Næs. Teglværksprodukterne blev på hestevogn kørt til den lille bebyggelse Stevningnor på næssets sydspids. I 1875 blev der oprettet dampskibsforbindelse mellem Flensborg, Sønderborg og Aabenraa, og Stevningnor blev et af de 8 anløbssteder på ruten. Der var både passager- og godstrafik med flere daglige afgange i begge retninger. Der blev bygget en kro, hvor der blev handlet livligt med kul, korn, foderstoffer og byggematerialer. Svin og kreaturer blev her udskibet til slagterierne i Aabenraa og Faaborg.
I 1924 ophørte dampernes anløb af Stevning og dermed også driften af Stevningnor Kro. Anløbsbroen blev ødelagt af isen i vinteren 1940-41.

### Stevning Andelsmejeri
Stevning Andelsmejeri startede i 1892 og blev i 1937 slået sammen med mejerierne i Svenstrup og Havnbjerg. Det hævdes at være Danmarks første mejerifusion. Da mejeriet lukkede, kom der et mælkeudsalg i Stevning. Fra 1964 til 1979 kørte der
mælkevogn i byen, og indtil 1990 kunne man købe mælkeprodukter hos en købmand.

### Amtsbanerne på Als
Amtsbanerne på Als eksisterede 1898-1933. Stevning fik jernbanestation på amtsbanestrækningen Sønderborg-Nordborg. Stationen lå i den østlige ende af den ret store landsby. Som stationsbygning blev der opført en kro, som det var almindeligt på de tyske kredsbaner.

### Genforeningssten
I krydset ved Stevningnorvej 1 står en sten, der blev rejst på Valdemarsdag 1921 til minde om Genforeningen i 1920 og viser afstemningsresultatet.

### Kroerne
Stationskroen, der var i drift indtil 1946, overtog bevillingen fra Ravnsdam Kro, der havde været kongelig privilegeret landevejskro. Hans Hansens kro og købmandsforretning på hjørnet Sandvigvej/Ravnsbjergvej stammede fra 1800-tallet, hvor den blev drevet af slægten Martinsen. Stevning Kro blev opført i 1917. Den havde også landbrug og høkeri. Butiksdisken stod i krostuen helt til 1940, hvor kroen brændte efter et lynnedslag. I 1934-35 var landsbygaden blevet omlagt til landevej (Oksbølvej), så kroen blev genopført lidt tilbagetrukket på grunden, men den blev efterhånden mest brugt til selskaber. 2 km øst for byen ved landevejen til Nordborg lå kroen Paragraf Fem, så der var hele 5 kroer i byen og omegnen.